# Тамбанкула (аеродром)
Аеродро́м «Тамбанкула» (англ. Airport Tambankulu) — аеродром Свазіленду, розташований поряд з містечком Тамбанкула.